# Uperoleia micra
Uperoleia micra är en groddjursart som beskrevs av Paul Doughty och Roberts 2008. Uperoleia micra ingår i släktet Uperoleia och familjen Myobatrachidae. Inga underarter finns listade i Catalogue of Life.